# 章都乡
章都乡，是中华人民共和国四川省甘孜藏族自治州白玉县下辖的一个乡镇级行政单位。

## 行政区划
章都乡下辖以下地区：
马拉村、金龙村、玉桑村、各德村、金沙村、翁休村、茶卡村、东拖村、阿色村和边坝村。